# Oncideres poecila
Oncideres poecila är en skalbaggsart som beskrevs av Bates 1880. Oncideres poecila ingår i släktet Oncideres och familjen långhorningar.
Artens utbredningsområde är:
- El Salvador.
- Honduras.

Inga underarter finns listade i Catalogue of Life.